# Rick Rosenthal
Richard L. "Rick" Rosenthal, Jr. (Nova Iorque, 15 de junho de 1949) é um ator, diretor, produtor e escritor estadunidense.

## Filmografia
- Early Edition
- The Practice
- Wasteland
- Law & Order: Special Victims Unit
- Strong Medicine
- Providence
- The District
- Buffy the Vampire Slayer
- Crossing Jordan
- She Spies
- Smallville
- Tru Calling
- Point Pleasant
- Reunion
- Veronica Mars
- Flash Gordon
- The Dresden Files
- 90210
- Being Erica
- Greek
- Mental
- Life on Mars
- Drop Dead Diva